# Eudendrium vervoorti
Eudendrium vervoorti är en nässeldjursart som beskrevs av Marques och Migotto 1998. Eudendrium vervoorti ingår i släktet Eudendrium och familjen Eudendriidae. Inga underarter finns listade i Catalogue of Life.